# Tijien Daboh
Tijien Daboh is een bestuurslaag in het regentschap Pidie Jaya van de provincie Atjeh, Indonesië. Tijien Daboh telt 516 inwoners (volkstelling 2010).